# Kirchenmarketing
Unter Kirchenmarketing versteht man das Marketing für kirchliche Organisationen und Religionsgemeinschaften. Es handelt sich hierbei um die Übertragung der Gesetzmäßigkeiten einer marktorientierten Unternehmensführung auf kirchliche bzw. religiöse Organisationen, das Konzeption, Umsetzung und Evaluation von Strategien umfasst und einen systematischen Ansatz bietet, um Entscheidungen markt- und kundenorientiert zu treffen. Unabhängig von der Bezeichnung „Kirchenmarketing“ kann dieses Konzept auch von anderen Glaubensgemeinschaften angewendet werden, wenn als Markt religiös interessierte Personen und als Kundschaft Kirchenmitglieder sowie Besucher von kirchlichen Angeboten betrachtet werden. Der im Englischen übliche Sprachbegriff „Marketing for Congregations“ bzw. „Congregational Marketing“ (d. h. Marketing für Glaubensmarketing/Glaubensgemeinschaftsmarketing) trifft daher die Intention besser und verweist auf die Idee, (religiöse) Verhaltensweisen generell unter Marktaspekten zu untersuchen. Die neuere Diskussion behandelt das Thema unter dem Oberbegriff 'Religionsökonomie".

## Hintergrund
Die „Ausrichtung eines Unternehmens auf die Förderung des Absatzes“, wie der Duden den Begriff Marketing definiert, ist auch für Kirchen und Religionsgemeinschaften von Interesse. Denn auch für sie gibt es einen Markt und somit auch Wettbewerb.
Staatskirchen konnten diesen Umstand aber lange Zeit ignorieren, mussten sie sich durch den garantierten Eingang der Kirchensteuer kaum um ihre Finanzen kümmern. Verschiedene Skandale um finanzielle Unregelmäßigkeiten und um den Missbrauch erhöhen den Handlungsdruck, da sie eine verstärkte Abwendung von der Kirche bewirken.
In den Vereinigten Staaten war dies aber schon immer anders. Daher betreiben US-amerikanische Kirchen seit Jahrzehnten Marketing systematisch und als Alltagsaufgabe und wird im Rahmen der religious economics erörtert.
In Deutschland wurde dieser Begriff in den 90er Jahren von Hans Raffée und Steffen Hillebrecht erstmals in die breite wissenschaftliche Diskussion eingebracht. Die weitere Rezeption erfolgte insbesondere durch den Freiburger Professor Dieter K. Tscheulin und in gewissem Rahmen durch den Basler Hochschullehrer Manfred Bruhn.
Auf gemeindepraktischer Ebene sind der Schweizer Pastor Hans-Ulrich Perels, das Team rund um den Jesuitenpater Eckhard Bieger und der rheinische Pfarrer Dieter Pohl zu nennen.
Vorher wurde generell von kirchlicher Werbung oder – eher defensiver – kirchlicher Öffentlichkeitsarbeit gesprochen. Ähnliches lässt sich im Begriff „Glaubenskommunikation“ ablesen, der vom Bochumer Hochschullehrer Matthias Sellmann in die theologische Arbeit eingebracht wurde. Verschiedene Verantwortungsträger scheinen das Kirchenmarketing auch wieder in die Richtung einer medialen Öffentlichkeitsarbeit drängen zu wollen.
Diese Verknüpfung mit Marketingtechnik und -forschung wurde zunächst von Kirchen, Religionsgemeinschaften und Wissenschaftlern nur zögerlich aufgegriffen, um Fragestellungen rund um die besondere Situation der Kirchen und Religionsgemeinschaften beantworten zu können. Zu stark war die Skepsis, wenn nicht gar das Feindbild gegenüber betriebswirtschaftlichen Instrumenten wie Werbung oder Marketing. Zu stark wirkte wohl das Verdikt von Karl Barth, mit „Reklame“ würde die Kirche sich einem Händler vergleichbar machen und damit in Frage stellen. Und sie ist immer noch bei kirchenleitenden Personen erkennbar.
Diese Bedenken können aber damit beantwortet werden, dass Social Marketing und Marketing für Non-Profit-Organisationen anerkannte und unangefochtene Managementinstrumente darstellen, an denen sich das Kirchenmarketing ohnehin weitgehend orientiert. Professor Raffée: „Beim Kirchenmarketing handelt es sich nicht darum, Liebe und persönliche Zuwendung zu vermarkten, sondern es geht um nichts anderes als um eine Verkündigung mit modernen Mitteln.“ Und Xaver Pfister in Die Ökumenische Basler Kirchenstudie: „Kirchenmarketing hat nicht das Ziel, die Botschaft, der die Kirche verpflichtet ist und die nicht in ihrer Verfügungsgewalt liegt, zu korrigieren und zu verändern. Es steht vielmehr im Dienste dieser Botschaft, ja es will eine Hilfe sein, dass diese Botschaft präziser und verstehbarer kommuniziert werden kann. Kirchenmarketing will die Erfahrungen und Erkenntnisse des Marketing für die spezifischen Anliegen der Kirche nutzbar machen.“ Von daher sollten Marketing-Aktivitäten auf die Arbeit der Organisation Kirche beschränkt sein, quasi die weltliche Organisation Kirche wie ein Unternehmen zu führen.
Die religiöse Basis kirchlichen Handelns oder persönliche Glaubensüberzeugungen sind daher heute meist keine Begründung mehr dafür, eine Glaubensgemeinschaft ohne Strategie und ohne wirtschaftliches Bewusstsein zu führen. Die Kirchen werden sich bewusst, dass ihr Stellenwert in der westlichen Gesellschaft dramatisch an Bedeutung verloren hat. Angesichts des gesellschaftlichen Wandels, einer zunehmenden Säkularisierung, einer oft dramatischen Abwanderung von Gläubigen und der allseits angespannten Haushaltslage wird ihnen bewusst, dass Markt und Wettbewerb sie herausfordert, neue „Produkte“ und Angebote zu entwickeln, ungewohnte „Vertriebswege“ zu gehen und in einer aufgeschlossenen Art und Weise mit dem „Kunden“ zu kommunizieren, z. B. unter Hinzuziehung digitaler Medien. So gibt es bereits Marketingexperten, die sich auf das Kirchenmarketing spezialisiert haben – viele von ihnen selbst frühere Pfarrer oder Theologen, die ihre kirchliche Erfahrung mit betriebswirtschaftlichem Know-how verbinden. Zu nennen sind insbesondere die Arbeiten von P. Eckhard Bieger auf katholischer Seite sowie Bischof Hans-Jürgen Abromeit und weiteren, Pfarrer Dieter Becker und der niedersächsischen Pastorin Maike M. Selmayr auf evangelischer Seite.
Beispielhaft schreibt Wilfried Mödinger, selbst evangelischer Pfarrer und Marketingexperte: „Die Kirche ist nicht mehr Monopolanbieter auf dem Markt der Sinnsuche, sie hat Konkurrenz bekommen. Auch in den nicht-religiösen Bereichen, in denen die Kirche tätig ist, haben sich Unternehmen etabliert, die sich mit Hilfe öffentlicher Förderung und privater Unterstützung als profitable Wirtschaftsbetriebe herausgebildet haben und mit der Kirche um diese Fördergelder konkurrieren. Für die Kirche lässt sich diese Konkurrenz entweder als Gefahr oder als Chance betrachten. Gefahr, weil ihr die Gemeindemitglieder davonzulaufen scheinen; Chance, weil durch Reflexion und Rückbesinnung auf eigentliche Stärken Funktion und Tätigkeit der Kirche neu ausgerichtet und durch entsprechende Veränderungen ein positiver Weg in Richtung Zukunft eingeschlagen werden kann. Die Herausforderungen der Gegenwart und der Zukunft müssen aufgenommen und angenommen werden.“
Dieter Becker, ebenfalls ordinierter Pfarrer und Unternehmensberater, sieht den Nutzwert betriebswirtschaftlicher Konzepte noch umfassender, unter Einschluss von Marketing-Controlling-Kennziffern wie z. B. einer „homiletischen Effizienz“
Entsprechend kann man sich – so die neuere Diskussion – Gedanken um zielgruppengerechte Kommunikation oder auch um nachfragergerechte Vermarktung kirchlicher Sehenswürdigkeiten machen.
Bei ihrer marktorientierten Neuausrichtung können sich Kirchen zudem die Dienste externer Unternehmensberatungen dienstbar machen, was Thomas Suermann anhand bekannter Beratungsaktivitäten im evangelischen Dekanat München sowie in verschiedenen katholischen Diözesen aufzeigt.
Die Auseinandersetzung rund um Anwendungen der Künstlichen Intelligenz zeigt auch verschiedene Anwendungsfelder in der Seelsorge auf, um hier besser auf Zielgruppen und ihre Bedürfnisse einzugehen.

## Institutionelle Einordnung
In der Marketingliteratur wird auf unterschiedliche Rahmenbedingungen bei verschiedenen Marketingansätzen hingewiesen. In dieser Sichtweise ist Kirchenmarketing als Dienstleistungsmarketing zu betrachten, da die kirchliche Arbeit immateriell ist, auf einer Darbietung durch die Mitarbeitenden setzt und sehr stark auf die Mitwirkung der Nachfragenden angewiesen ist. Es dominiert ein hoher Anteil an Vertrauenseigenschaften, da der eigentliche Nutzwert religiöser Aktivitäten auf Belohnungen im Jenseits verweist und damit einer Überprüfung vor oder nach der Nachfrageentscheidung entzogen ist.

## Instrumentelle Perspektiven
Hinsichtlich der Arbeitsinstrumente ist neben der Marktforschung und der Überprüfung und Anpassung der Marketing-Aktivitäten („Marketing-Controlling“) auf die vier Marketingparameter zu verweisen:
- Produktpolitik: gottesdienstliche Angebote aller Art (Sonntagsgottesdienste, Kasualien wie Taufe, Konfirmation/Kommunion und Firmung, Trauung, Beerdigungsgottesdienste) und karitatives Handeln (z. B. Hilfswerke; Diakonisches Werk, Caritas, Johanniter-Unfallhilfe, Malteser-Hilfswerk) sowie weitere Angebote (Jugendarbeit, Seniorenarbeit, Krankenhausseelsorge, Militärseelsorge, Urlauberseelsorge, Gefängnisseelsorge etc.), persönliche Seelsorgeangebote, kirchliche Medienprodukte rund um die Kirchenarbeit wie Bistumspresse/Kirchengebietszeitungen, kirchliche Buchverlage, Ordenspublizistik und Missionszeitschriften etc., Events wie Evangelischer Kirchentag und Katholikentag
- Preispolitik: Kirchensteuererhebung, in einigen Bundesländern durch ein örtliches Kirchgeld ergänzt, in Österreich der Kirchenbeitrag, Geld- und Sachspenden, auf immaterieller Basis auch der Wert der ehrenamtlichen Mitarbeit
- Vertriebspolitik: örtliche und zeitliche Bereitstellung von kirchlichen Serviceleistungen, Definition von örtlichen Zuständigkeiten (Sprengelprinzip, Parochialprinzip)
- Kommunikationspolitik: Werbung und PR-Arbeit, Mitgliederpublizistik wie Pfarrbriefe und Gemeindebriefe, Social-Media-Aktivitäten aller Art[77][78] bis hin zur Werbung um die Berufung von Priestern[79]
- Im Zeichen des Fachkräftemangels und des nachlassenden Interesses an ehrenamtlichem Engagement (z. B. in Pfarrgemeinderäten oder anderen Gremien), gewinnt auch das Personalmarketing an Bedeutung, hierzu finanziert z. B. das Erzbistum Paderborn Stadionwerbung in Fußballstadien[80]

## Kirchliche Marketingaktivitäten
Ansätze religiöser Marketinganstrengungen sind in Wirklichkeit bereits seit Jahrzehnten bekannt und werden unter Begriffen wie „kirchliche Werbung“, „Öffentlichkeitsarbeit“ oder „kirchliche Nachrichten“ auch regelmäßig praktiziert. Die strategische Handlungsausrichtung basiert dabei auf Inhalten der Bibel, wie: „... geht hin in alle Welt..“, „...du sollst deinen Zehnten geben...“ usw. und rekurrieren auf die Bibelstelle Matthäus 28, 19: „Gehet hin und lehret alle Völker...“. Das Produkt- bzw. Dienstleistungsportfolio umfasst dabei die vier Elemente Gemeinschaft („koinonia“), Bekenntnis („martyria“), Dienst vor Gott („liturgia“), Dienst an der Gemeinschaft („diakonia“), die sich u. a. äußern durch Serviceleistungen („Produkte“) wie z. B.:
- persönliche bzw. individuelle Seelsorge
- Gottesdienste (regelmäßige Gottesdienste, Kasualien zu Hochzeit, Taufe, Beerdigung etc.), einschließlich experimenteller Formen wie z. B. einem „Sway“-Gottesdienst[83] sowie Einladungsaktionen wie „Back to Church“ - einem Projekt, Nachbarn und Freunde am Sonntag mit in den Gottesdienst zu nehmen[84];
- diakonische bzw. caritative Angebote, als Hilfe für Schwächere (Diakonie, Caritas, Sozialdienst katholischer Frauen, Johanniter-Unfallhilfe, Malteser …)
- Arbeit für verschiedene Zielgruppen (Kinder und Jugendliche, Senioren, Frauen, Mütter, Krankenhausseelsorge, Militärseelsorge, Gefängnisseelsorge in Justizvollzugsanstalten, Notfallseelsorge, Touristen- und Kurseelsorge, Studierenden- und Hochschulgemeinden, Bahnhofsmission …)

Im Rahmen der Jugendarbeit versuchen Kirchen und Religionsgemeinschaften eine Alleinstellung zu gewinnen, indem sie sinnvolle, wöchentliche Treffs anbieten und über Freizeiten den Einzelnen versuchen an die Gemeinschaft zu binden. Gezielt werden Jugendliche angesprochen, um künftige Mitglieder zu gewinnen und Mitarbeiter für die Jugendgruppen auszubilden. Hierzu können z. B. auch christliche Pfadfindergruppen (z. B. Pfadfinderschaft St. Georg) dienen.
- nicht zuletzt kirchliche Hochschulen, die neben Theologie auch weitere Fächer anbieten und damit in die Gesellschaft hinein wirken, wie z. B. die Katholische Universität Eichstätt-Ingolstadt

Die Dienstleistungsqualitäten erkennt man am Beispiel Gottesdienst: Im Rahmen der gottesdienstlichen Leistungen werden Spenden für regionale und überregionale Projekte gesammelt, aktuelle Lebenssituationen mittels biblischer Aussagen beleuchtet und Leistungen der Gemeinschaft vor dem Hintergrund des gemeinschaftlichen Leitbildes beworben. Durch gemeinsamen Gesang und gemeinsame Handlungen aller Art wird Gemeinschaftsgefühl geboten, durch die Segenshandlungen eine Zusicherung auf die Bewältigung unsicherer Situationen der Zukunft vermittelt, mit einer Spendenzahlung die Möglichkeit, Solidarität mit anderen Personen zu zeigen.
Verschiedene Sozialforschungsaktivitäten der Kirchen sollen dabei verlässliche Grundlagenforschung für die konkreten Bedürfnislagen und Arbeitsansätze bieten. Zu nennen sind insbesondere:
- die diversen Mitgliederstudien der Evangelischen Kirche in Deutschland[88]
- die beiden Studien der katholischen Kirche in Deutschland, unter Federführung der Medien-Dienstleistung GmbH, München[89][90][91]
- einzelfallbezogene Studien, z. B. zur Imagewahrnehmung kirchlicher Entwicklungshilfe,[92] zur Akzeptanz kirchlicher Publizistik[93] oder zur Basler Kirchenstudie[94]
- Untersuchungen zum Kirchenaustritt[95][96]

Die aktuelle Rezeption scheint dabei auf die Gestaltung des kontinuierlichen Marktrückzugs hinauszulaufen.

## Fundraising als wichtige Aufgabe
Für die kirchliche Arbeit ist die Erschließung von Geldmitteln – neudeutsch „Fundraising“ – ein wichtiger Part. Das Einwerben von Geld für „mildtätige Zwecke“ im kirchlichen Bereich, einschließlich der kirchlichen Hilfswerke ist auf einem hohen Niveau etabliert und Bestandteil vieler religiöser Angebote, z. B. die Opfergaben vor Heiligenbildern und Gebetskerzen, die Kollekte in Gottesdiensten aller Art oder auch die Straßen- und Haustürsammlungen der kirchlichen Hilfswerke Caritas, Diakonie, missio, misereor etc.

### Bücher
- Oliver Erichiello und Arnd Zschiesche: Die Kirche als Marke stark machen, SpringerGabler essentials: Wiesbaden 2020, ISBN 978-3-658-28996-6.
- Cla Reto Famos, Ralph Kunz (Hrsg.): Kirche und Marketing. Zürich TVZ 2006, ISBN 978-3-290-17380-7.
- Steffen W. Hillebrecht (Hrsg.): Kirchliches Marketing. Bonifatius, Paderborn 1997, ISBN 3-87088-974-8 (Eine Einführung und acht Beiträge)
- Steffen W. Hillebrecht: Die Praxis des kirchlichen Marketings. Die Vermittlung religiöser Werte in der modernen Gesellschaft. E.B.-Verlag, Hamburg 2000, ISBN 3-930826-58-5. (Dissertation an der Universität Trier von 1999)
- Steffen W. Hillebrecht: Kirche vermarkten! LVH, Hannover 1999, ISBN 3-7859-0780-X.
- Folkert Fendler: Kundenhabitus und Gottesdienst; Vandenhoeck & Ruprecht: Göttingen 2019, zgl. Habil., Univ. Hildesheim 2017, ISBN 978-3-525-57132-3.
- Bernhard Langenstein (Bearbeiter): Öffentlichkeitsarbeit - Gemeinden werben für den Glauben (= Themenhefte Gemeindearbeit Nr. 8); Bergmoser+Höller-Verlag Aachen 1991.
- Michael N. Ebertz: SINUS(R)-Milieus, Kirchenmarketing und Pastoral, Wiesbaden: Springer VS, 2018.
- Hans Schmid: Kirchen im Wettbewerb - Kirchen mit Zukunft; LIT-Verlag Münster/Westf: 2003, ISBN 978-3-8258-0829-7.
- Hans Schmid (Hrsg.): Angebot der Volkskirche und Nachfrage des Kirchenvolks, LIT-Verlag Münster/Westf u. a. 2009.
- Winfried Mödinger: Kirchenmarketing. Strategisches Marketing für kirchliche Angebote. Lucius & Lucius, 2001, ISBN 3-8282-0177-6.
- Peter Braun (Hrsg.): Unternehmen Kirche – Organisationshandbuch für Pfarrer und Gemeinde. Loseblattsammlung, 1. Ausgabe: Augsburg 1994 ff. mit monatlichen Ergänzungslieferungen, ISBN 3-9801921-3-X.
- Dieter Benatzky: Marketing für Kirchen und Gemeinden, Engelsdorfer Verlag Leipzig 2022, ISBN 978-3-96940-289-4.
- Dieter Becker: Kirche als strategische Herausforderung, Offenbach: AIM-Verlagshaus 2003.
- Dieter K. Tscheulin, Martin Dietrich: Kirchenmarketing. Universität Freiburg Betriebswirtschaftliches Seminar II 2000, ISBN 3-931416-26-7.
- Thomas Peters: Wahrnehmungsorientiertes Marketing für Kirchengemeinden, Springer: Wiesbaden 2019, zgl. Diss. Comenius-Univ. Bratislava 2018.
- Matthias Roesberg: Zielgruppenspezifisches Kirchenmarketing. Diplomica, 2002, ISBN 3-8324-6471-9.
- Martin Dietrich, Dieter K Tscheulin: Zur (Un-)Vereinbarkeit von Marketing und Kirche. Eine anbieterorientierte Analyse des kirchlichen Marketing. Universität Freiburg Betriebswirtschaftliches Seminar II 2003, ISBN 3-931416-41-0.
- Hans H. Bauer: Kirchenmarketing. Eine Einleitung und sechs Thesen. Arbeitspapier Nr. 109 des Institut für Marketing, Universität Mannheim 1996, ISBN 3-89333-141-7.
- Wolfgang Nethöfel / Arnd Brummer: Vom Klingelbeutel zum ProfitCenter? Hamburg: Das Sonntagsblatt 1997.
- Joachim Hübscher: Marketingkonzepte für kleine Kirchen. Nonprofit Verlag & Service 1999, ISBN 3-932624-22-X.
- James F. Engel: Zeitgemäße christliche Kommunikation, 2., überarb. Aufl., Bad Liebenzell: Liebenzeller Mission 1989.
- Michael Blömer: Die Kirchengemeinde als Unternehmen. LIT-Verlag, Münster/Westf. 1998, ISBN 3-8258-3915-X.
- Meyns, Christoph: Kirchenreform und betriebswirtschaftliches Denken, Gütersloher Verlagshaus: Gütersloh, ISBN 978-3-579-08166-3.
- Eberhard Blanke: Kommunikationskampagnen, Stuttgart: Kohlhammer 2009, ISBN 978-3-17-020971-8.
- Günter Schramm: Das Gottesunternehmen, Leipzig: Benno 2000, ISBN 3-7462-1397-5, als PDF im Internet unter https://theology-ethics.uni-hohenheim.de/fileadmin/einrichtungen/theology-ethics/Schramm_2000_Gottesunternehmen.pdf
- Hans-Ulrich Perels: Wie führe ich eine Kirchengemeinde - Modelle des Marketings, Gütersloh: GVH 1991.
- Maike M. Selmayr: „Marketing eines Glaubens-Gutes. Übertragung des modernen Marketingansatzes auf die evangelische Kirche in Deutschland“ (Frankfurt a. M. 2000)
- Joachim Fetzer; Andreas Granstein, Eckart Müller (Hrsg.): „Kirche in der Marktgesellschaft“, Gütersloh: GVH 1999
- Martina Pauly: Von der Institution zur Nonprofit-Organisation -Reform der evangelischen Kirche in Deutschland unter der Leitidee der Nonprofit-Governance, Dissertation an der Technischen Universität Kaiserslautern, FB Sozialwissenschaften, vom 17. November 2017, unter https://kluedo.ub.uni-kl.de/frontdoor/deliver/index/docId/5080/file/_Martina_Pauly_Dr.pdf
- Maren Freudenberg; Rezinia Kianoosh: Religionsökonomie, UTB-Verlag München 2023, ISBN 978-3-8252-5912-9, S. 191ff.

### Schriften und Aufsätze
- Steffen Hillebrecht: Kirchliche Werbung – Ein Abriß der Geschichte und ihrer Problematik, in: Communicatio Socialis, Mainz, 28. Jg., 1995, Nr. 3, S. 228–252.:
- Steffen Hillebrecht: Grundlagen des Kirchlichen Marketing, in: Marketing ZFP, München, 17. Jg., Nr. 4/1995, S. 221–231.
- Steffen Hillebrecht: Das Jahrzehnt der kirchlichen Werbung, in: Communicatio Socialis (Mainz), 34. Jg., Nr. 3/2001, S. 284–302.
- Hans Raffee: Möglichkeiten und Grenzen der marktorientierten Führung von Kirchen, in: Manfred Bruhns u. a.: Marktorientierte Führung im wirtschaftlichen und gesellschaftlichen Wandel, Springer-Verlag Wiesbaden 2007, S. 417–441.
- Hans Raffée: Kirchenmarketing. In: Martin Honecker u. a. (Hrsg.): Evangelisches Soziallexikon. W. Kohlhammer, Köln 2001, S. 843–847.
- Hans Raffée, in: Marketing – Irrweg oder Gebot der Vernunft? Vom Nutzen des Marketing für die Kirche. Arbeitskreis Evangelischer Unternehmer in Deutschland, Karlsruhe 1998, S. 17.
- AEU Arbeitskreis Evangelischer Unternehmer in Deutschland e. V. (Hrsg.): Marketing – Irrweg oder Gebot der Vernunft? Vom Nutzen des Marketing für die Kirche. Eigenverlag des AEU, Karlsruhe 1998.
- Dieter K. Tscheulin/Martin Dietrich: Kirchenmarketing, in: Dieter K. Tscheulin und Bernd Helmig (Hrsg.)Branchenspezifisches Marketing, SpringerGabler-Verlag Wiesbaden, 2001, S. 373–400.